# Photogrammétrie numérique
 (février 2023).
La photogrammétrie est un ensemble de techniques qui, à partir d'une image photographique, permettent de modifier sa projection, ses dimensions et sa position.

## Classification de la photogrammétrie
La photogrammétrie peut être classifiée en différentes catégories comme :
- la photogrammétrie analogique.
- la photogrammétrie analytique.
- la photogrammétrie numérique.

Selon la mesure utilisée :
- Photogrammétrie de l’espace.
- Photogrammétrie aérienne.
- Photogrammétrie terrestre.
- Photogrammétrie d’un objet proche.

## Avantages et inconvénients

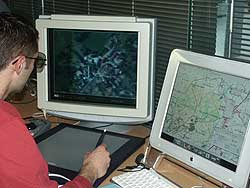
Appareil de restitution de la photogrammétrie numérique GeoView

Grâce aux avancées technologiques, c'est la photogrammétrie numérique qui est actuellement la plus utilisée.
Avantages :
- Les images ont une grande stabilité.
- La visualisation est plus facile.
- On utilise les données à partir du logiciel.
- Processus automatiques.
- Résultat sous forme numérique.
- Distribution des images plus facile.

Inconvénients :
- Besoin de stocker des volumes de données importants.

## Éléments de base
Comprendre le processus de photogrammétrie numérique nécessite la connaissance de quelques concepts basiques.

### Point de soutien
Les points de soutien sont des points dont les coordonnées XYZ sont connues. Ils servent à donner l’orientation externe.

### Point de contrôle
Les points de contrôle sont des points dont les coordonnées XYZ sont connues. Ils servent à contrôler les erreurs.

### Orientation interne
L’orientation interne est la reconstruction des axes de rayons[C'est-à-dire ?] avec des caractéristiques homologues à celles de l’appareil photo qui a pris les images.le plan de l'image doit être mathématiquement perpendiculaire à  l'axe optique et situé exactement dans le plan focal de l'objectif.
Le point de l'axe optique avec le plan négatif,est appelé point principal,est défini par l'intersection de deux axes perpendiculaires l'un à l'autre,situés dans ce plan et concrétisé par deux paires de points-repères,trous minuscules pratiqués sur le cadre d'appui.Ces quatre points-repères et la distance focale constituent l'orientation intérieure.

### Orientation externe
L’orientation externe oriente les rayons qui sont formés dans l’appareil photogrammétrique : elle forme le modèle stéréoscopique et attribue à ses points des caractéristiques géométriques et de position qui correspondent au terrain. 
L’orientation externe est déterminée à partir de deux processus dépendants l’un de l’autre : l'orientation relative et l'orientation absolue.

L'orientation relative est le processus permettant de couper les pareils de rayons homologues[C'est-à-dire ?] en formant le modèle plastique tridimensionnel dans l’espace.

L’orientation absolue est le processus permettant d'utiliser le modèle à une échelle donnée. Elle donne la situation planimétrique dans la position correspondante, et les niveaux indiquant la position en hauteur par rapport au plan de référence.[à vérifier]

Ainsi, l’orientation externe peut faire la reconstruction avec les mesures dépendant de la position de l’appareil photo au moment de la prise de l’image.

## Processus
Le processus inclut trois types de données : les photographies, les points de contrôle et les points de soutien. Les photographies sont soumises au processus de normalisation et à l'orientation interne. Ensuite, à partir des points de soutien on réalise l’orientation externe, la génération automatique des MNE (modèle numérique d'élévation) l'établissement de leur mosaïque. Finalement on utilise les points de contrôle pour réaliser le contrôle des erreurs. Le processus donne le résultat final et les statistiques d’erreur et de fiabilité.

## Appareils pour la photogrammétrie numérique
Pour faire de la photogrammétrie numérique, il est nécessaire d'avoir le matériel suivant : Équipe de vidéo (19 ou 21 pouces), diapositives de vision stéréoscopique, CPU graphique, CPU générale, périphériques IN/OUT (clavier, souris, scanner, table pour numériser, imprimante), dispositifs pour faire les mesures stéréoscopiques et software pour faire les opérations de la photogrammétrie.

## Applications

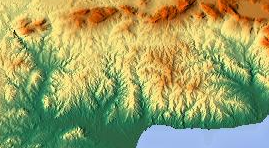
Topographie des montagnes de Malaga.

La photogrammétrie numérique a beaucoup d’applications dans l’archéologie, l’industrie météorologique, la médecine, le génie de l’environnement, la documentation du patrimoine artistique, la cartographie, la topographie, etc.